# Sommet franco-italien
Un sommet franco-italien ou consultation franco-italienne (en italien : vertice italo-francese) est un sommet bilatéral entre la France, représentée par son président de la République, et l'Italie, représentée par son président du Conseil. De tels sommets sont régulièrement organisés depuis 1982, ponctuant les relations entre les deux pays.

## Liste
| No | Ville           | Pays    | Date               | Président français | Président du Conseil italien | Réf. |
| -- | --------------- | ------- | ------------------ | ------------------ | ---------------------------- | ---- |
| 1  | Rome            | Italie  | 26 – 27 fév. 1982  | Mitterrand         | Spadolini                    |      |
| 2  | Paris           | France  | 14 – 15 fév. 1983  | Mitterrand         | Fanfani                      |      |
|    | Venise          | Italie  | 17 – 18 nov. 1983  | Mitterrand         | Craxi                        |      |
|    | Paris           | France  | 9 nov. 1984        | Mitterrand         | Craxi                        |      |
| 6  | Florence        | Italie  | 13 – 14 juin 1985  | Mitterrand         | Craxi                        |      |
| 7  | Paris           | France  | 28 nov. 1986       | Mitterrand         | Craxi                        |      |
| 8  | Naples          | Italie  | 26 nov. 1987       | Mitterrand         | Goria                        |      |
| 9  | Arles           | France  | 27 oct. 1988       | Mitterrand         | De Mita                      |      |
| 10 | Venise          | Italie  | 5 oct. 1989        | Mitterrand         | Andreotti                    |      |
| 11 | Paris           | France  | 8 oct. 1990        | Mitterrand         | Andreotti                    |      |
| 12 | Viterbe         | Italie  | 17 – 18 oct. 1991  | Mitterrand         | Andreotti                    |      |
| 13 | Paris           | France  | 10 nov. 1992       | Mitterrand         | Amato                        |      |
| 14 | Rome            | Italie  | 26 nov. 1993       | Mitterrand         | Ciampi                       |      |
| 15 | Aix-en-Provence | France  | 16 déc. 1994       | Mitterrand         | Berlusconi                   |      |
| 16 | Naples          | Italie  | 3 – 4 oct. 1996    | Chirac             | Scalfaro                     |      |
| 17 | Chambéry        | France  | 2 – 3 oct. 1997    | Chirac             | Prodi                        |      |
| 18 | Florence        | Italie  | 5 – 6 oct. 1998    | Chirac             | Prodi                        |      |
| 19 | Nîmes           | France  | 23 – 24 sept. 1999 | Chirac             | D'Alema                      |      |
| 20 | Turin           | Italie  | 29 janv. 2001      | Chirac             | Amato                        |      |
| 21 | Périgueux       | France  | 27 nov. 2001       | Chirac             | Berlusconi                   |      |
| 22 | Rome            | Italie  | 7 nov. 2002        | Chirac             | Ciampi                       |      |
| 23 | Paris           | France  | 2 juill. 2004      | Chirac             | Berlusconi                   |      |
| 24 | Paris           | France  | 4 oct. 2005        | Chirac             | Berlusconi                   |      |
| 25 | Lucques         | Italien | 24 nov. 2006       | Chirac             | Prodi                        |      |
| 26 | Nice            | France  | 30 nov. 2007       | Sarkozy            | Prodi                        |      |
| 27 | Rome            | Italie  | 24 fév. 2009       | Sarkozy            | Berlusconi                   |      |
| 28 | Paris           | France  | 9 avr. 2010        | Sarkozy            | Berlusconi                   |      |
| 29 | Rome            | Italie  | 26 avr. 2011       | Sarkozy            | Berlusconi                   |      |
| 30 | Lyon            | France  | 3 déc. 2012        | Hollande           | Monti                        |      |
| 31 | Rome            | Italie  | 20 nov. 2013       | Hollande           | Enrico Letta                 |      |
| 32 | Paris           | France  | 24 fév. 2015       | Hollande           | Renzi                        |      |
| 33 | Venise          | Italie  | 8 mars 2016        | Hollande           | Renzi                        |      |
| 34 | Lyon            | France  | 27 sept. 2017      | Macron             | Gentiloni                    |      |
| 35 | Naples          | Italie  | 27 fév. 2020       | Macron             | Conte                        |      |